# Stichprobenplan
Ein Stichprobenplan ist eine Wahrscheinlichkeitsverteilung über dem Raum der als Stichprobe zugelassenen Teilmengen einer Grundgesamtheit. Ein Stichprobenplan legt das Zufalls-Verfahren fest, um die Stichprobe einer repräsentativen Erhebung zu ziehen.